# 斯摩棱斯克戰役 (1943年)
第二次斯摩棱斯克戰役（1943年8月7日—10月2日）是蘇聯紅軍在1943年夏季至秋季攻勢中於蘇聯西部地區實施的戰略性攻擊行動，幾乎與下第聶伯河攻勢同時進行（8月13日—9月22日）。該攻勢是共進行了兩個月及由安德烈·葉廖緬科上將指揮的加里寧方面軍及瓦西里·索科洛夫斯基率領的西方面軍一同實施。其目的是收復由納粹德國佔領的斯摩棱斯克至布良斯克地區，斯摩棱斯克自從1941年的第一次斯摩棱斯克戰役後就一直被德軍佔領。
雖然德軍的防線令人欽佩，蘇軍通过数次攻势逐步進行突破，解放了包括斯摩棱斯克和羅斯拉夫爾等幾個主要城市。攻势的胜利结束令蘇軍能籌劃解放白俄羅斯。但因为德军的激烈抵抗而使得整个攻势显得相当缓慢，因此行動分成3個階段完成：8月7日至20日、8月21日至9月6日及和9月7日至10月2日。
斯摩棱斯克行动本身发挥着重要的军事作用，但它对第聂伯河战役的影响也很重要。據估計，多達55個德軍師被用來參加斯摩棱斯克行動，這些師本來對阻止蘇軍在南面渡過第聶伯河起很重要的作用。在行動過程中，蘇軍亦最終將德軍從斯摩棱斯克陸上橋樑逐走，在歷史上這是從西部领土攻擊莫斯科最直接的途径。
這個戰略行動包含了一些小型行動，如：
斯帕斯—傑緬斯克攻勢行動（1943年8月7日—8月20日）
杜霍夫希納攻勢行動（第一階段）（1943年8月13日—8月18日）
葉利尼亞—多羅戈布日攻勢行動（1943年8月28日—9月6日）
杜霍夫希納攻勢行動（第二階段）（1943年9月14日—10月2日）
斯摩棱斯克—羅斯拉夫爾攻勢行動（1943年9月15日—10月2日）
布良斯克攻勢行動（1943年8月17日—10月3日）

## 戰略背景
在1943年7月庫爾斯克戰役結束後，德軍已失去了所有在東線戰場爭取主動權的所有希望，因很多有作戰經驗的士兵在過往兩年的戰鬥中倒下，在作战中的巨大损失迫使德军转为被动防守
蘇聯方面史達林決心解放被德國佔領的國土，从1942年年底的天王星行動中開始，并解放了史達林格勒。第聶伯河戰役解放了烏克蘭及將南部前線向西推前。然而，為了更進一步削弱德國的防禦力量，同時發動了斯摩棱斯克行動，以迫使德軍將預備隊向北面轉移，從而削弱德軍在南部的防衛力量。這兩個行動均是同一個戰略性進攻行動的一部分，旨在盡可能收復被德軍控制的蘇聯領土。
30年後華西列夫斯基元帥（1943年的蘇聯參謀總長）在其回憶錄中寫道：

這個計劃，需要有巨大的勇敢和力量的才能實施，通過執行一些行動：斯摩棱斯克行動，...在頓巴斯[行動]，烏克蘭左岸行動…

### 地理位置

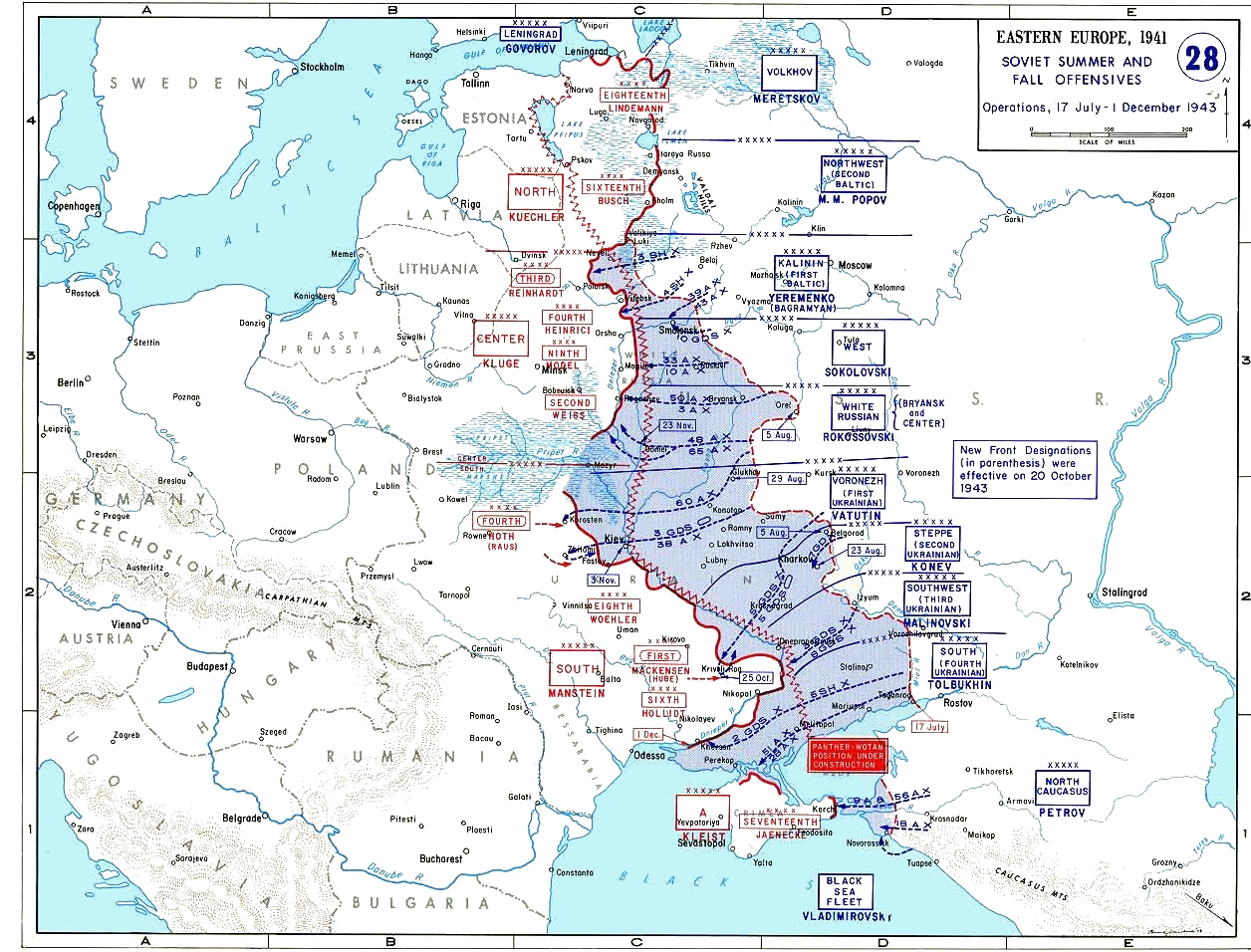
斯摩棱斯克行動及其有關攻勢地圖

進攻地區是一個稍微覆蓋平原丘陵溝壑和擁有大面積的沼澤和森林，這會限制軍事行動。其最重要的丘陵高地達到250至270公尺，有時甚至更高，從而改善對火砲的防禦。在1943年時該地區的大部分被松樹及混交林和厚厚的灌木叢覆蓋著。
該地區有眾多河流，其中最重要的是頓涅茨克盤地、西德維納河、第聶伯河、傑斯納河、沃洛斯特河和烏格拉河。這些河流的河面不算寬闊，分別只有10至120公尺，也不特別深，大約分別為40至250公分；但周圍廣泛的沼澤地卻妨礙軍隊移動，尤其是機械化部隊。此外像許多在歐洲向南流的河流一樣，仍在德軍手中的第聶伯河西岸，比東岸的更陡崤及深，而且只有很少橋樑或渡輪可供使用。

### 運輸基礎設施
對於蘇軍來說，進攻因該地區缺乏足夠的運輸基礎設施而變得更加複雜，公路網不發達，鋪設過道路更是罕見的。降雨之後，這在夏天的俄羅斯是很常見的，其中大部分更變成了泥沼（這種現象被稱為大沼澤地），大大拖慢了機械化部隊的前進速度，加劇了後勤問題。至於鐵路，唯一可供蘇軍使用的主要鐵路線是勒热夫—維亞濟馬—基洛夫一線。
另一方面德軍則控制了以斯摩棱斯克和羅斯拉夫爾為中心更多的公路網和鐵路線。這兩個城市都是重要的後勤中心，使德軍能獲得快速供應和增援。對德軍來說最重要的鐵路線是斯摩棱斯克—布良斯克線和涅韋爾—奧爾沙—莫吉廖夫線，它們將在奧廖爾集中的德軍與其西面的部隊連繫在一起。然而作為蘇軍計劃的一部分，德軍的鐵路通信因蘇軍實施音樂會行動而被游擊隊襲擊，這是第二次世界大戰中其中一次最大規模的鐵路破襲行動。

## 雙方參戰部隊

### 蘇軍進攻部隊

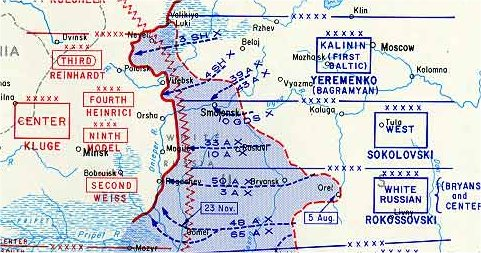
斯摩棱斯克攻勢詳細示意圖，顯示出凹面的蘇軍戰線

截至1943年7月東部陣線該部分的蘇軍戰線成凹狀，形成了一個以奧廖爾為中心的突出部，為他們提供一個攻擊德軍的機會，從而由北面攻擊其暴露的側翼。但在加里宁方面军和西方面军进行的主要攻势将相当困难。苏军参战兵力共约125.3万人，火炮和迫击炮20640门，坦克和自行火炮1436辆，参战飞机1100架。步兵师的平均人数为6500-7000人。部队的弹药和汽油非常有限。
由瓦西里.索科洛夫斯基指挥的西方面軍參加該行動的是第10近卫集团军、第5集团军、第10集团军、第21集团军、第33集团军、第49集团军、第68集团军、第1航空集团军、第2近卫坦克軍、第5机械化军、第6近卫骑兵军。
由安德烈.叶廖缅科加里宁方面軍參與該行動的是第4突击集团军、第39集团军、第43集团军、第3航空集团军、第31集团军。

### 德军防守部队
在斯摩棱斯克前线处于防守状态的德国中央集团军群司令为京特.冯.克鲁格元帅，截至到1943年7月辖如下部队：
第3装甲集团军（汉斯.莱因哈特上将）
第4集团军（哥特哈德.海因里希上将）
第9集团军部分部队（瓦尔特.莫德尔上将）
共有44个师：超过85万人，约8800门火炮和迫击炮，约500辆坦克和突击炮，约700架飞机。
德军司令部试图守住斯摩棱斯克和罗斯拉夫尔以东的战线，将主力集中在这个方向。敌军有坚固的防御（第聂伯河防线中部），包括5-6条纵深100至130公里的纵深。维利日、杰米多夫、杜霍夫希奇纳、斯摩棱斯克、叶利尼亚、罗斯拉夫尔等城市被改造成强大的防御堡垒。

### 防守中的德軍
由於戰線的形狀，德國中央集團軍绝大多数的部队被部署在該地區，因為（完全似乎邏輯）擔心蘇軍對該地區发动重大攻势。
例如在1943年7月底，一名德軍参謀人員簡報：

在由中央集團軍防守的戰線上，有許多跡象表明一個有限度的攻勢（羅斯拉夫爾、斯摩棱斯克及維捷布斯克）和一個針對中央集團軍的演習正在準備中…

該地區的戰線在此戰役前已經或多或少穩定的4至5個月（在幾個地方最多達18個月），而且在地理上亦有利於建立一個強大的防線。因此，德軍有足夠時間建立廣闊的防禦陣地，在一些地段有多達5至6條防線在一起，縱深達100到130公里。
第一（戰術或外層空間）防禦區包括第1（主要）和第2道防線，總深度為12至15公里，並且只要有可能，就設在高地上。主要的防線，深5公里，擁有3層套戰壕和射擊點，由廣泛的通信網絡聯繫。在戰線上之射擊點的密度，每公里達到6或7個。在一些地方，因擔心受到重型坦克的攻擊，第3層的戰壕實際上是一個堅實的反坦克壕溝及在陡峭的西面有一個綜合大砲和機槍綜合陣地。遠邊的戰區由3層鐵絲網和堅實的地雷牆掩護。
第2防禦區，位於外防禦區後面約10公里和掩護最重要的方向，它由一系列發射點與壕溝組成。這由鐵絲網加以保護，並與因預期有重型坦克出現而佈下的雷區連成一起。在外防禦區和第2防禦區之間，擁有一系列小型發射點和遊擊小組以在蘇軍突破外防禦區後減緩他們的進攻。第2防禦區的後面，佈署了重型機槍。
最後在戰線的後方，一條河的西岸盡可能設立了3或4條防線。舉例來說，重要的防線而設立的第聶伯河西岸和傑斯納河。此外位於防線的主要中心城市（如葉利尼亞、杜霍夫希納和斯帕斯-傑緬斯克），得到了增援和要塞化，以準備進行一場長期戰鬥。道路被雷區覆蓋和由在一些最重要及最高的建築物上安裝的反坦克發射裝置及火力發射點加以掩護。

## 第一階段（8月7日– 8月20日）

### 主要突破

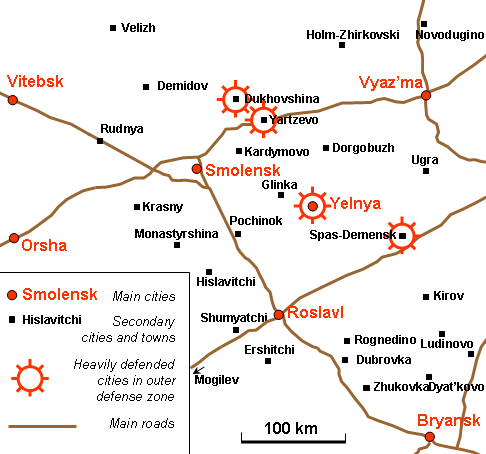
在戰役中斯摩棱斯克地區的總體佈局

經過一天的偵察，其目的是確定德軍是否会从第一道战壕上撤退，進攻在1943年8月7日上午6點30分展開（最初的炮轟在早上4時30分開始），苏军开始在羅斯拉夫爾方向突破。三支參加該攻勢的集团军（大部份由西方面軍指揮）是：在蘇聯第5集团军、第10近卫集团军和第33集团军。
然而，进攻很快就遭到了强烈的抵抗而陷入僵局。在坦克、突击炮以及重炮和迫击炮火力的支援下，德军试图从他们准备充分的防御阵地进行多次反击。正如康斯坦丁·羅科索夫斯基在奥廖尔战役中面对莫德尔防线的攻势中（回憶錄中）說：「我們不得不撕破德軍的防線，一個接一個。」在第一天的攻勢中，蘇軍只前進了4公里（2.5英哩），同時所有可調動的部隊（包括炮兵、通訊人員及工兵）均被投入战斗。
尽管苏军展开了猛烈的进攻，但是参与进攻的三个苏军集团军無法突破德軍防線。因此，苏军决定将此前作为预备队的第 68 集团军投入战斗。德軍方面，另外3個師（第2裝甲師、第36步兵師和第56步兵師）從奧廖爾送到斯摩棱斯克前線以嘗試阻止蘇軍推進。
第二天，苏军继续展开进攻，并嘗試在北部向葉利尼亞作進一步的突破。苏军的两次进攻都被德军的顽强抵抗所阻止。之後的5天內，蘇軍付出了慘重的代價擊退德军猛烈的反擊，并慢慢地突破了德軍的防線。通过将预备部队投入作战，红军成功地在 8 月 11 日向前推进了 15-25 公里（9.3-15.5 英里）。
近卫骑兵第6军的装甲部队和骑兵部队于随后的进攻中并没有产生进一步的效果，而且由于德军的防御坚固，苏军伤亡惨重，随之陷入了僵局。

### 斯帕斯-傑緬斯克攻勢
在斯帕斯-傑緬斯克攻勢行動（Спас-Деменская наступательная операция）中，第10集团军的戰況有所好轉。德軍在這地區方面只有很少的部隊和預備隊，從而使第10集团军能在德軍防線打开突破口，在接下来兩天时间推进了10公里。
第5機械化軍，從基洛夫轉移以准备加入該戰役以進行突破，但行動歸於失敗，主要是因為防空作戰組織不良使德國空軍俯衝轟炸機能輕易擊毀輕型的瓦伦丁坦克。該軍遭到重大损失而不得不从战斗中扯出来，截至 8 月 13 日，苏军再向前進了25公里（15英哩），解放了斯帕斯-傑緬斯克。

### 杜霍夫希納攻勢
根據蘇聯最高統帥部的命令，杜霍夫希納-杰米多夫攻勢行動（Духовщинско-Демидовская наступательная операция）於一星期後的8月13日在杜霍夫希納附近實施。但是，與戰線的其它部分一樣，第39集团军与第43集团军遭到德军非常頑強的抵抗。單是在戰鬥的第一天，德軍在坦克、突擊炮及空軍支援下已嘗試了24次团級單位反攻。
在之後的五天內，蘇軍只前進了6至7公里（3至4英哩）。雖然他們對德軍造成重大傷亡，但自己的傷亡亦十分巨大。

### 僵局原因
在8月中旬，蘇軍沿斯摩棱斯克戰線的行動穩定下來。虽然由此产生的僵局本身并不是失败，但这种局势的发生却刺痛了苏联指挥官，他們對於未能推進提供了一些解釋。苏军副總參謀長阿列克謝·安東諾夫說：「我們必須同森林和沼澤，以及因由布良斯克地區前來增援的師團而加強之敵軍抵抗相搏鬥。」而蘇聯最高統帥部前成員尼古拉·沃羅諾夫，在其回憶錄中分析了這個僵局，他提出了8個主要原因：
1. 德軍陸軍總司令部對行動作出了優良的指示及準備工作非常充足。
2. 德軍的防線額外準備得非常充分（火力發射點附近佈置了戰壕、鐵絲網及地雷區等）。
3. 數個红军步兵师没有充分准备对多线防御设施展开攻势。对于预备役师来说尤其如此，他们的训练并不总是得到适当的监督。
4. 沒有足夠的坦克加入戰鬥，迫使紅軍指揮官依靠火砲、迫擊砲和步兵來突破德軍的防線。此外，眾多的反擊及廣泛的地雷區亦放慢步兵的前進速度。
5. 团与师之间的协同远非完美。在进攻过程中出现了意想不到的停顿，因一些团有强烈躲避攻击的意愿，这通常会导致另一个团的侧翼被暴露·
6. 許多紅軍指揮官對德軍的反擊有太深刻的印象，及沒有採取適當行動，即使他們自己的軍隊人數是遠超過德軍。
7. 步兵沒有適當地使用自己的武器（如自己的重型機槍和便攜式迫擊砲），他們過於依賴火砲。
8. 事實上將進攻從8月3日推遲至8月7日令德軍有更多的時間來準備就緒。

由於考慮了以上這些因素，沃羅諾夫要求第4坦克集团军及第8炮兵軍從布良斯克方面軍調來以加強對在斯摩棱斯克進攻的支援。
僵局的产生偏离了蘇聯最高統帥部的期望，但它至少有一個好处：它將德軍在東部陣線40%的兵力牽制在斯摩棱斯克附近，使在南部及庫爾斯克戰鬥的部隊更容易完成任務。最高统帅部计划在 8 月 21 日恢复进攻，但决定略微推迟，以便让苏联部队有时间补给和增援。

## 第二階段（8月21日– 9月6日）
8月中，東部戰線的情況已經為之一變，因为蘇軍在前线开始全面進攻，由别尔哥罗德-哈尔科夫战役（Белгородско-Харьковская наступательная операция，奧澤洛夫·魯緬采夫行動，операция "Румянцев" - 03-23.08）及奥廖尔战役（Орловская наступательная операция，庫圖佐夫行動，операция "Кутузов" - 12.07-18.08）開始，在德國歷史上稱為庫爾斯克戰役，之後德軍在下第聶伯河攻勢中防守北烏克蘭。然而，德軍的命令仍然是向斯摩棱斯克和羅斯拉夫爾增援，並從奥廖尔撤走數個師。結果，蘇軍在進行庫爾斯克防禦行動（Курская оборонительная операция 05-23.07）後於奥廖尔進行的兩次反攻更容易實施，從而做成了在斯摩棱斯克及布良斯克以南的一個大型突出部。
在這種情況下，之前的指向羅斯拉夫爾及布良斯克西南面之進攻軸心變得用處不大，蘇聯最高統帥部決定將進攻軸心指向西面的葉利尼亞及斯摩棱斯克。

### 葉利尼亞攻勢
葉利尼亞-多羅戈布日攻勢行動（Ельнинско-Дорогобужская наступательная операция）的主要目標是斯摩棱斯克，因此德軍該市周圍地區建立了一個大型的要塞防禦體系。在傑斯納河及烏格拉河的沼澤地帶已被埋下地雷及在俯瞰該市的高地上架設了重型機關槍。由於了解到德軍已充分準備，從8月20日至8月27日的一個星期，蘇軍獲得了坦克及火炮的大量增援。
攻勢最終在8月28日開始，由第10近卫集团军、第21集团军和第33集团军實施，並獲得3個坦克軍、1個機械化軍及第1航空集团军的支援。這4個集团军已覆蓋了36公里（22英里）的戰線，進攻部隊高度集中。然而，部隊缺乏燃料和補給，補給品只足夠部隊一至兩個星期的消耗量。
經過持續90分鐘的猛烈炮轟，蘇軍向前推進。炮轟以及對地攻擊機嚴重地破壞了德軍的防線，令紅軍突破了25公里（15英里）前線區域，并在日終前前進6至8公里（4-5英里）。第二天，8月29日，紅軍數個步兵师進一步前進，形成了一個30公里（19英里）寬，12至15公里（7-9英里）深的突出部。
為了打開突破口，第2近卫坦克軍被投入戰鬥。一天內，其部隊前進了30公里（19英里），並到達葉利尼亞的郊區。为了让德军没有时间重新集结，红军开始进攻这座城市并开始形成包围圈。8月30日，德軍被迫放棄葉利尼亞，導致大量的人員傷亡。這令德軍開始全面撤出該地區。9月3日，蘇軍到達了第聶伯河東岸。

### 布良斯克機動作戰
在布良斯克附近，情況同樣有利於蘇軍，儘管遭到德軍的頑強抵抗。但是，德军防线上的弱点却改变了整个攻势的计划。一次出人意料的攻勢佔領了控制布良斯克以北杜霍夫希納地區的一些丘陵地帶，同時抓獲了許多完全沒有戰鬥準備的德軍士兵，经过苏军审讯这些部队是在前线调换下来的部队。這個攻勢由1943年6月至10月時任布良斯克方面军的指揮官馬基恩·波波夫上将指揮實施。這意味著，蘇軍的進攻可能不是好像預計的沿特定軸心實施，苏军方面军司令员馬基恩·波波夫遂决定将布良斯克方面军第50集团军，近卫第2骑兵军部署到这个德军防守薄弱的区域，从布良斯克侧翼发起主要攻势，配合布良斯克防线正面苏军对瓦尔特·莫德尔的第9集团军形成合围之势。
因此，在白俄羅斯第1方面軍與西方面軍之間的分界線轉向南面，同時布良斯克方面军的集团军和快速纵队向杜霍夫希納及布良斯克附近展开了一個個鉗形攻勢，迫使德軍撤退。
9月6日起，整個戰線的進攻放慢至幾乎停止，蘇軍之後每一天只推進僅2公里。在右翼，激烈的戰鬥發生在亞爾采沃附近的樹林中。在中路，前進中的蘇軍到達第聶伯河防線。在左翼，蘇軍數個步兵師在進入葉利尼亞西南面的森林時遭到阻擊。此外，蘇軍已十分疲倦和枯竭，兵力不到名義上的百分之六十。9月7日，攻勢被停止，而進攻斯摩棱斯克第二階段的行動亦結束。

## 第三階段（9月7日– 10月2日）
在9月7日至9月14日的一個星期，蘇軍再次得到增援，並準備再次发起進攻。蘇聯最高統帥部的下一個目標是主要城市斯摩棱斯克、維捷布斯克和奧爾沙。該行動於9月14日與斯摩棱斯克-羅斯拉夫爾進攻行動（Смоленско - Рославльская наступательная операция）一同進行，由加里寧方面軍的左翼和西方面軍共同實施。經過初步砲擊後，蘇軍試圖衝破德軍的防線。 
在加里寧方面軍的進攻區域，紅軍在日终前形成了一個30公里（19英里）闊，3至13公里（2-8英里）深的突出部。經過4天的戰鬥，蘇軍數個步兵師攻佔了斯摩棱斯克前面另一個重要城市杜霍夫希納。
在西方面軍的進攻區域，攻勢比加里寧方面軍晚一天展開，也成功地取得突破，發展出一個20公里（12英里）闊和10公里（6英里）深的突出部。同一天，亞爾采沃，一個在斯摩棱斯克附近重要的鐵路樞紐，被蘇軍解放。在西方面軍的左翼，蘇軍數個步兵師到達傑斯納河進行渡河攻擊，並在河西岸建立了若干橋頭堡。
結果，德軍用于保衛斯摩棱斯克的防線被苏军超越，使得保衛該市的部隊被包圍。斯摩棱斯克行動時德國第4集团军的參謀總長及後來第4集团军的司令庫爾特·馮·蒂普爾斯克瑞奇默斯，這樣寫道： 
「蘇聯西方面軍攻擊在多羅戈布日- 葉利尼亞防線的中央集團軍左翼，目的是向斯摩棱斯克方向實施突破。顯然清楚的是，保衛東面德國第9軍團的突出部不能再堅守。」
9月19日，蘇軍在德軍的防線上打開了250公里（150英里）長、40公里（25英里）闊的缺口。第二天，蘇聯最高統帥部命令西方面軍在9月27日到達斯摩棱斯克，然後著手向奧爾沙和莫吉廖夫前進。而加里寧方面軍被命令在10月10日前攻佔維捷布斯克。 
9月25日，在渡過北第聶伯河和持續整個晚上的巷戰後，蘇軍完成了解放斯摩棱斯克的任務。就在同一天，另一個重要城市羅斯拉夫爾亦被收復。9月30日，蘇軍進攻部隊已經疲倦和枯竭，並在維捷布斯克、奧爾沙和莫吉廖夫外圍陷入困境，這裡仍被德軍堅守，到10月2日，斯摩棱斯克行動結束。後續的行動只有經過兩天的巷戰後成功收復涅韋爾。 
總體上，蘇軍在該攻勢第三階段在接近20天中前進了100至180公里（60-110英里）。
1943年10月12日至10月13日，列尼諾戰役（在白俄羅斯蘇維埃社會主義共和國)）在同一地區發生。

## 總結
斯摩棱斯克行動是蘇軍一次決定性的勝利和德軍慘痛的失敗。雖然未能與後來的攻勢相比（只取得不超過200-250公里或120-150英里縱深之地區），但蘇軍在這個行動的進攻中有數點非常重要。
首先，德軍最終從莫斯科地區被擊退。這一戰略性的威脅，是蘇聯最高統帥部自1941年以來最大的擔憂，現在終於被解除。
其次，德軍所依賴的環形防線，幾乎完全被擊破。雖然有少部份仍然存在，但很明顯，防線將不能持續被堅守。在戰爭結束後由幾個德意志國防軍軍官寫的一篇文章中說：

雖然指揮官及部隊嚴緊的執行行動容許德國保持連續的戰線，但毫無疑問，部隊的條件很惡劣，完全缺乏預備隊，並不可避免的延長個別作戰單位的防線，從而隱藏了危險，在蘇軍下一個主要攻擊中這一拼湊起來的防線難免崩潰。

第三，正如上文所述，斯摩棱斯克行動是下第聶伯河攻勢一個重要的“幫手”，將40至55個師牽制在斯摩棱斯克附近及和防止將其轉移至南部戰線。
最後，德軍一條統一的防線現在被巨大及難以通行普里皮亞季沼澤分開，將南方集團軍從其北面的友軍分割出來，從而大大減少了德軍從戰線其中一個地區調動部隊和補給品到其它地區的能力。
這是第一次，蘇軍收復被德軍佔領很長一段時間的領土，並發現了武裝親衛隊、特別行動隊及德意志國防軍的戰爭罪行。在斯摩棱斯克行動中被解放的地區（被佔領了近兩年）中，幾乎所有的工業和農業都消失。在斯摩棱斯克州本身，幾乎百分之八十的城市和百分之五十的農村生活空間還有眾多的工廠和縣市已被摧毀。
在斯摩棱斯克進攻後，蘇德戰線的中央部分再次穩定了數個月，直至1944年6月下旬，而主要戰鬥轉移到南方的第聶伯河線和烏克蘭領土上。僅在1944年1月戰線被再次轉移至北方，當時德軍被從列寧格勒擊退，持續了882天的圍困徹底結束。最後，1944年夏季的巴格拉基昂行動容許紅軍清滅了在蘇聯領土上所有剩餘的德軍，結束德軍的佔領及把戰爭轉移到波蘭和德國。

## 附錄
1. 1 2  A.A. Grechko and al., History of Second World War, Moscow, 1973–1979, tome 7, p.241
2. ↑  .   [13 March 2014]. （原始内容存档于25 May 2013）.
3. ↑  V.A. Zolotarev and al., Great Patriotic War 1941–1945（collection of essays）, Moscow, 1998, t.2 p. 473 and following.
4. ↑  Nikolai Shefov, Russian fights, Lib. Military History, Moscow, 2002
5. ↑  David M. Glantz & Jonathan M. House, When Titans Clashed, Modern War Studies, ISBN 0-7006-0899-0, Table B
6. ↑  Marshal A.M. Vasilevsky, The matter of my whole life, Moscow, Politizdat, 1973, p. 327.
7. 1 2  V.P. Istomin, Smolensk offensive operation, 1943, Moscow, Mil. Lib., 1975, page 15
8. 1 2  V.P. Istomin, p. 16
9. 1 2  V.P. Istomin, p. 12
10. ↑  Marshal N.N. Voronov, On military duty, Moscow, Lib. Milit. Ed., 1963, pp. 382
11. ↑  K. Rokossovsky, Soldier's duty, Moscow, Politizdat, 1988, p. 218
12. ↑  V.P. Istomin, pp. 81–82
13. ↑  V.P. Istomin, p.84
14. ↑  V.P. Istomin, p. 84–88
15. ↑  See Tank Corps; John Erickson, writing in the early 1980s, refers to the 5th Tank Corps being badly mauled both from the air and the ground. John EricksonRoad to Berlin, 1982, p.130
16. ↑  V.P. Istomin, p. 92–94
17. ↑  V.P. Istomin, p. 94–95
18. ↑  A.A. Grechko and al., History of Great Patriotic War, 1941–1945, Moscow, 1963, t. 3, p. 361.
19. ↑  G.K. Zhukov, Memoirs, Moscow, Ed. APN, 1971, p. 485
20. ↑  Voronov, pp. 387—388
21. ↑  V.P. Istomin, p. 101
22. ↑  Operations of Soviet Armed Forces during the Great Patriotic War 1941—1945（collective work, part written by V.P.Istomin）, tome 2, Voenizdat, Moscow, 1958.
23. ↑  Marshal A.I. Yeremenko, Years of retribution, Moscow, Science, 1969, pp. 51—55.
24. ↑  V.P. Istomin, p. 104
25. ↑  V.P. Istomin, p. 105
26. ↑  V.P.Istomin, p.110.
27. ↑  Voenno-istoricheskiy zhurnal (Military history journal), 1969, #10, p. 31
28. ↑  Voenno-istoricheskiy zhurnal, p. 32
29. ↑  V.P. Istomin, pp. 122–123
30. ↑  V.P. Istomin, p. 131
31. ↑  Kurt Tippelskirch, History of Second World War, Moscow, 1957, pp. 320–321
32. ↑  V.P. Istomin, pp. 134–136
33. ↑  V.P. Istomin, p. 5
34. ↑  World war 1939–1945（collection of essays）, Moscow, Ed. Foreign Lit., 1957, pp. 216–217.
35. ↑  V.P. Istomin, p. 163